# Rissa
Rissa es una localidad en municipio de Indre Fosen localizado en la península de Fosen, en la provincia de Trøndelag, Noruega. De noroeste a sureste hace frontera con los municipios de Bjugn y Åfjord en Trøndelag, y Verran y Leksvik en la provincia de Nord-Trøndelag. Su centro administrativo se encuentra en la ciudad homónima de Rissa (Risa Sentrum).
El municipio ocupa una superficie de 621 km² y en el año 2015 albergaba una población de 6676 habitantes.
Rissa es conocida por el inmenso corrimiento de tierras que allí se produjo en 1978.